# La Rioja (spanische Region)
La Rioja [la'rjoxa] ist eine Provinz und autonome Gemeinschaft im Norden Spaniens mit der Hauptstadt Logroño. Weitere Städte und Ortschaften dieser für ihren Wein, den Rioja, bekannten Region sind Calahorra, Arnedo, Haro, San Asensio und Nájera. La Rioja umfasst eine Fläche von 5.045,05 km²; die Einwohnerzahl beträgt 324.399 Einwohnern (Stand: 2024).
Die autonome Gemeinschaft besitzt ein eigenes Parlament, das Parlamento de La Rioja.

## Wortherkunft
Vermutlich ist das Wort Rioja eine Zusammensetzung aus „Río-Oja“,
bedeutet also „Oja-Fluss“, der durch die Region La Rioja in den Ebro fließt. Andere Meinungen bringen das Wort mit Ableitungen aus der baskischen Sprache in Verbindung.

## Geografie
Die Rioja grenzt im Westen, Süden und Osten an die autonomen Gemeinschaften Kastilien-León und Aragonien sowie im Norden an das Baskenland und an Navarra; die Nordgrenze der Region Rioja ist in etwa identisch mit dem Verlauf des Ebro.
In das fruchtbare Ebrobecken münden mehrere von Süden, d. h. aus dem maximal 2271 m hohen Iberischen Gebirge kommende Flüsse: Río Tirón, Río Najerilla, Río Iregua, Río Leza, Río Cidacos und Río Alhama.
Das Klima ist für spanische Verhältnisse im westlichen Teil der Region vergleichsweise regenreich mit kontinentalem Einfluss, warm im Sommer und kühl im Winter. Im Osten liegen die Jahresniederschläge bei 300 mm. Die Vegetation ist wüstenähnlich und Landwirtschaft gelingt nur mit der Bewässerung aus dem Ebro.

## Geschichte
Zur Zeit des Römischen Reichs war die Rioja im Norden und Westen von Vaskonen und im Süden und Osten von keltischen Stämmen (Beronen und Pelendonen) besiedelt.
Im Westgotenreich gehörte der größte Teil der Rioja zum Herzogtum Kantabrien, einer Grenzmark zur Verteidigung gegen Kantabrer und Vaskonen. Nach dem Fall des Westgotenreiches im 8. Jahrhundert gehörte es zunächst wie die gesamte Halbinsel zum maurisch beherrschten Gebiet, geriet aber noch vor der Jahrtausendwende unter den Einfluss des gegen die islamische Herrschaft rebellierenden christlichen Königreichs Asturien.
Ab dem 10. Jahrhundert rangen Navarra und Kastilien um die Vorherrschaft in der Region. Im Verlauf dieser Konfrontationen trafen Alfons VII. von Kastilien und Sancho VI. von Navarra im Jahr 1176 ein Abkommen, in dem bestimmt wurde, dass Navarra ab 1177 den Westteil der Rioja an Kastilien abtreten musste.
Seit der Schaffung des provinzialen Verwaltungssystems durch die spanischen Bourbonen bis ins 19. Jahrhundert war das Gebiet der Rioja auf die spanischen Provinzen Soria und Burgos aufgeteilt. Im Rahmen der Verwaltungsreform des Rafael del Riego wurde 1833 die Provinz Logroño geschaffen. Nach dem Ende der Franco-Diktatur wurde der Name der Provinz 1980 offiziell in La Rioja geändert. Seit 1982 ist La Rioja eine autonome Gemeinschaft mit eigenem Autonomiestatut innerhalb des spanischen Gesamtstaates. Die Schaffung der einwohner- und zusammen mit den Balearen auch flächenmäßig kleinsten Autonomie im Zuge der Transition in Spanien hatte historisch-politische Gründe, die mit Rücksichtnahmen auf den Interessenausgleich zwischen baskischer Unabhängigkeitsbewegung und dem kastilisch dominierten spanischen Zentralstaat zusammenhängen.

## Verwaltungsgliederung

### Comarcas

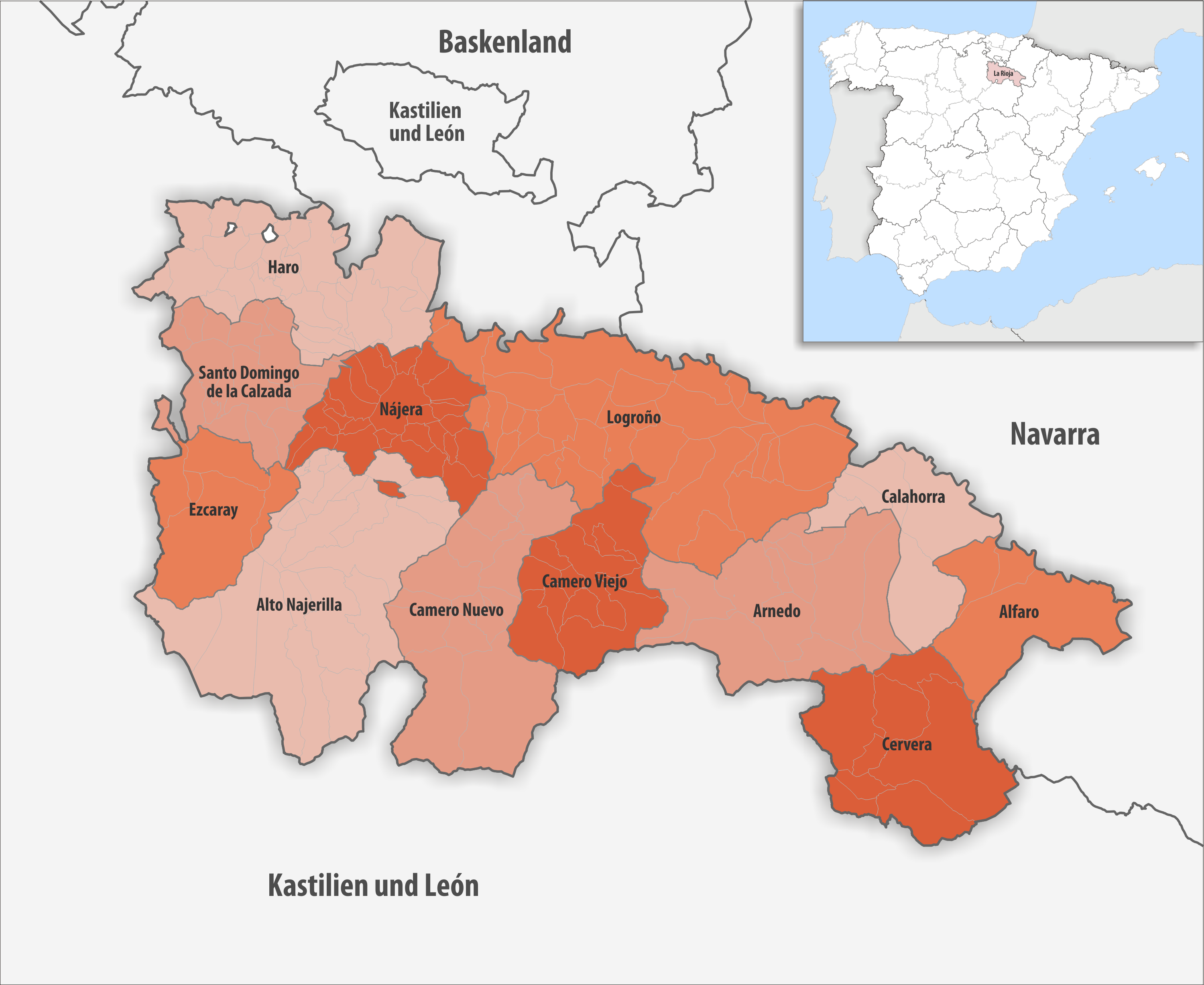
Comarcas in der autonomen Gemeinschaft La Rioja

| Comarca                     | Gemeinden | Einwohner (2024) | Fläche km² | Dichte Einw./km² | Hauptort                    |
| --------------------------- | --------- | ---------------- | ---------- | ---------------- | --------------------------- |
| Alfaro                      | 3         | 16.589           | 252,56     | 66               | Alfaro                      |
| Alto Najerilla              | 17        | 3.234            | 720,47     | 4                | Baños de Río Tobía          |
| Arnedo                      | 13        | 19.004           | 478,18     | 40               | Arnedo                      |
| Calahorra                   | 5         | 34.677           | 247,92     | 140              | Calahorra                   |
| Camero Nuevo                | 13        | 2.082            | 519,56     | 4                | Torrecilla en Cameros       |
| Camero Viejo                | 12        | 625              | 298,04     | 2                | San Román de Cameros        |
| Cervera                     | 7         | 3.822            | 402,79     | 9                | Cervera del Río Alhama      |
| Ezcaray                     | 5         | 2.520            | 250,47     | 10               | Ezcaray                     |
| Haro                        | 26        | 19.535           | 445,06     | 44               | Haro                        |
| Logroño                     | 32        | 199.877          | 858,22     | 233              | Logroño                     |
| Nájera                      | 25        | 13.716           | 294,20     | 47               | Nájera                      |
| Santo Domingo de la Calzada | 16        | 8.718            | 277,58     | 31               | Santo Domingo de la Calzada |
| Provinz La Rioja            | 174       | 324.399          | 5.045,05   | 64               | Logroño                     |

### Gerichtsbezirke

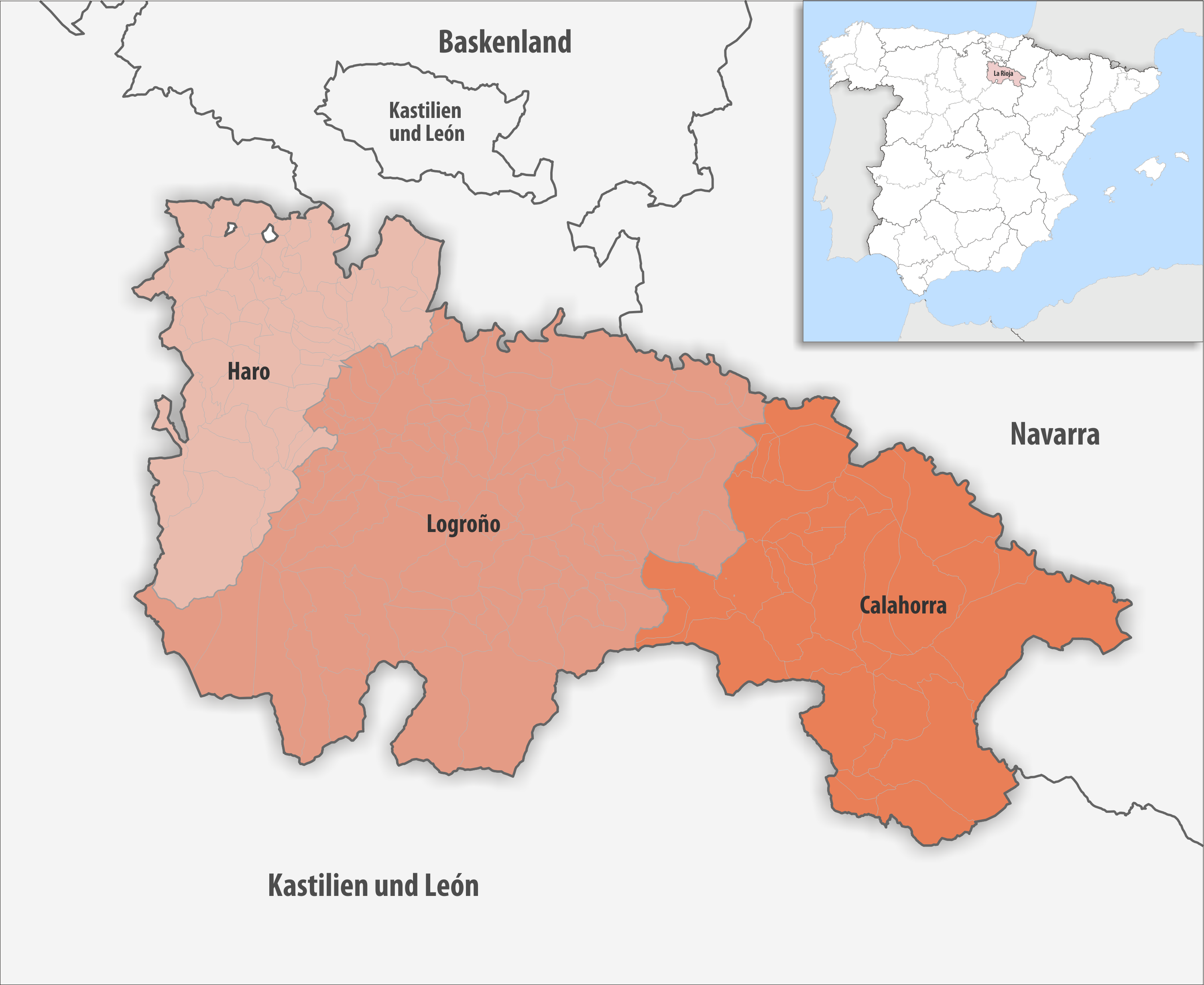
Gerichtsbezirke in der autonomen Gemeinschaft La Rioja

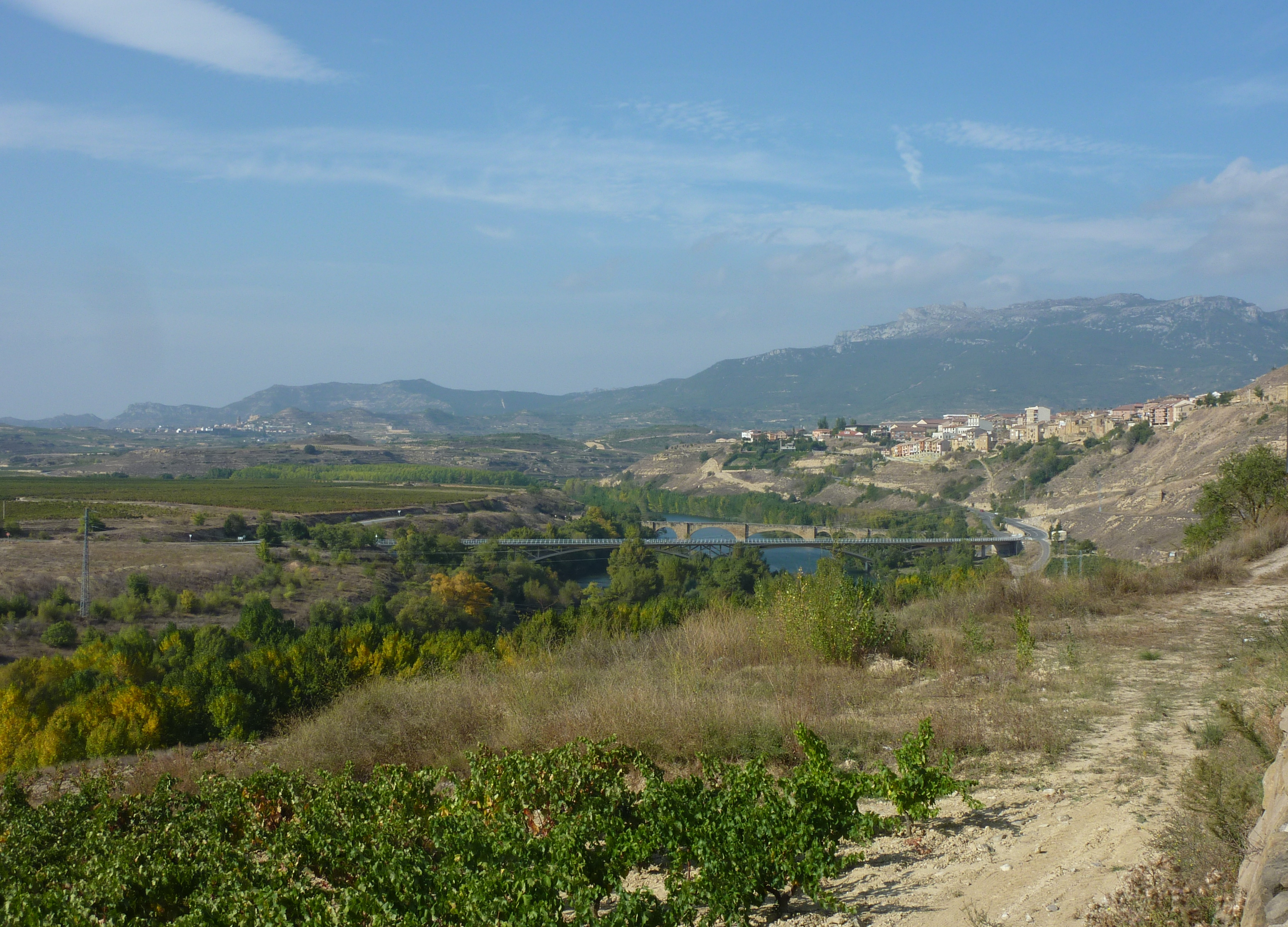
Der Ebro und Weinanbau in der Rioja

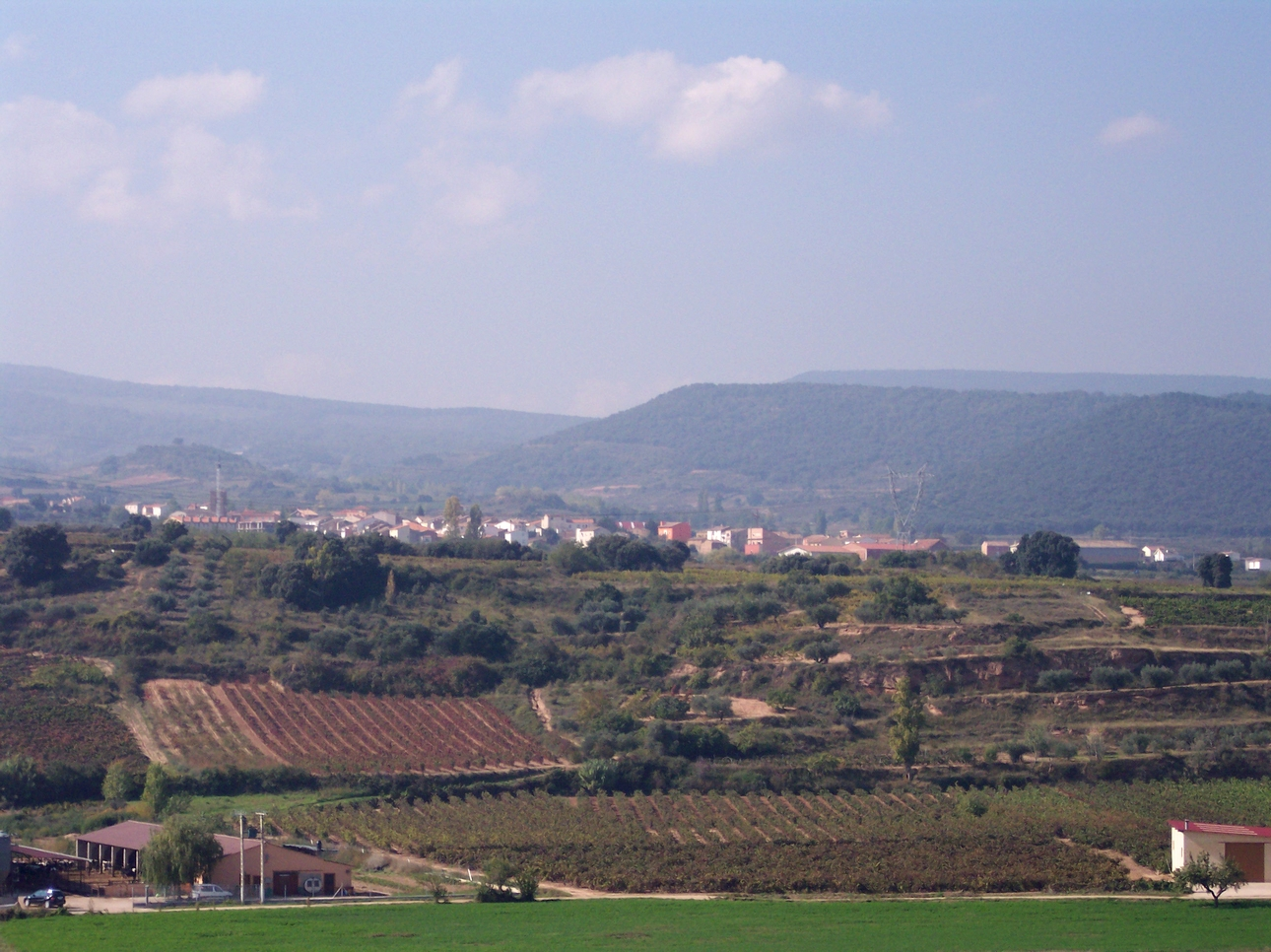
Landschaft in der Rioja

| Gerichtsbezirk   | Gemeinden | Einwohner (2024) | Fläche km² | Dichte Einw./km² | Hauptquartier |
| ---------------- | --------- | ---------------- | ---------- | ---------------- | ------------- |
| Calahorra        | 34        | 76.700           | 1.556,38   | 49               | Calahorra     |
| Haro             | 49        | 30.947           | 991,48     | 31               | Haro          |
| Logroño          | 91        | 216.752          | 2.497,19   | 87               | Logroño       |
| Provinz La Rioja | 174       | 324.399          | 5.045,05   | 64               | Logroño       |

## Wirtschaft
2015 betrug das BIP der Rioja 7.890.000.000 Euro. Rund die Hälfte des BIPs fallen auf den Dienstleistungssektor, ein Viertel auf den Industriesektor. Der wichtigste Industriezweig ist die Nahrungsmittel- und die Getränkeindustrie vor der Metall- und der Textilindustrie.
In der Region La Rioja liegen große Teile des Weinanbaugebietes D.O.C. Rioja, das zu den bedeutendsten in Europa gehört; siehe hierzu den Hauptartikel Rioja (Wein). Daher ist die Region am Instituto de Ciencias de la Vid y del Vino beteiligt.
Neben dem Weinbau gibt es in der Rioja im Ebrobecken wichtige Gemüseanbaugebiete. Es werden vor allem Champignons, Artischocken, Spargel und Paprika kultiviert.
Im Vergleich mit dem BIP pro Kopf der EU, ausgedrückt in Kaufkraftstandards, erreicht La Rioja einen Index von 98 (EU-27:100, Stand 2015). Im Jahr 2017 betrug die Arbeitslosenquote 12 %.
Mit einem Wert von 0,899 erreicht La Rioja Platz 4 unter den 17 autonomen Gemeinschaften Spaniens im Index der menschlichen Entwicklung.

## Größte Gemeinden
Stand 2024
| Gemeinde  | Einwohner |
| --------- | --------- |
| Logroño   | 151.164   |
| Calahorra | 25.064    |
| Arnedo    | 15.219    |
| Haro      | 11.979    |
| Lardero   | 11.658    |

Kleinste Gemeinde ist Villarroya mit 4 Einwohnern.